# Rennstein
Rennstein je naselje Statutarnega mesta Beljak na Koroškem v Avstriji.